# 詹姆斯·乔伊斯塔楼博物馆
詹姆斯·乔伊斯塔楼博物馆（James Joyce Tower and Museum）是一个圆形小炮塔，位于 爱尔兰都柏林圣蒂库弗。1904年，詹姆斯·乔伊斯在这里度过了六个夜晚。 1922年，他的小说《尤利西斯》的开篇场景就发生在这里，而这座塔是乔伊斯爱好者的朝圣之地，尤其是在布鲁姆日。
詹姆斯·乔伊斯塔楼每星期四至星期日上午10点至下午4点开放，免费入场。但可以提前在网站上预订，小额捐款。博物馆由乔伊斯塔楼之友协会在自愿的基础上运营。

## 历史
乔伊斯在大学的朋友奥利弗·圣约翰·戈加蒂从英国陆军部租赁了这座塔楼，目的是希腊化爱尔兰。1904年9月9日至14日，乔伊斯在那里呆了六天。戈加蒂后来将乔伊斯的突然离开，归咎于午夜发生的一次左轮手枪上膛事件。
《尤利西斯》的开场场景设定在这起事件发生后的第二天早上。戈加蒂被描述为“体态丰满而有风度的勃克·穆利根”（小说的开场白）。
塔楼内现在有一座纪念乔伊斯的博物馆，展示了与他和“尤利西斯”有关的物品。生活区保留1904年的外观，有一个陶瓷的黑豹，代表在梦中看到的。这是乔伊斯爱好者的朝圣之地，尤其是在布鲁姆日。
1954年，建筑师迈克尔·斯科特（Michael Scott）买下了这座房子。1937年，斯科特在隔壁的一个采石场上建造了自己的房子“杰拉”（Geragh）。1962年，他捐赠了这座塔楼，目的是将其建成博物馆。迈克尔·斯科特是联合创始人， 约翰·休斯顿是乔伊斯塔詹姆斯·乔伊斯博物馆的资助人。
在都柏林艺术家约翰·瑞安的努力下，塔楼于1962年6月16日成为一座博物馆。瑞安还保护了埃克尔斯街7号的前门（现在詹姆斯·乔伊斯中心）免于拆除，并与布赖恩·奥诺兰组织了1954年的第一次布鲁姆日庆祝活动。

乔伊斯塔楼
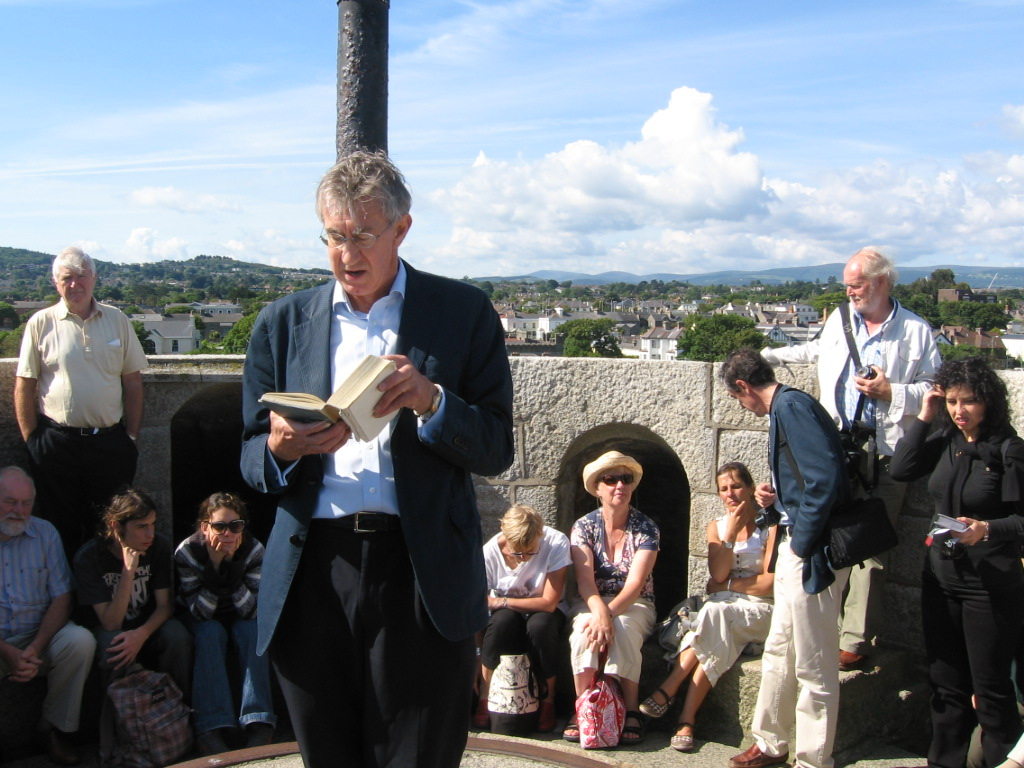
朗读《尤利西斯》，2009年布鲁姆日
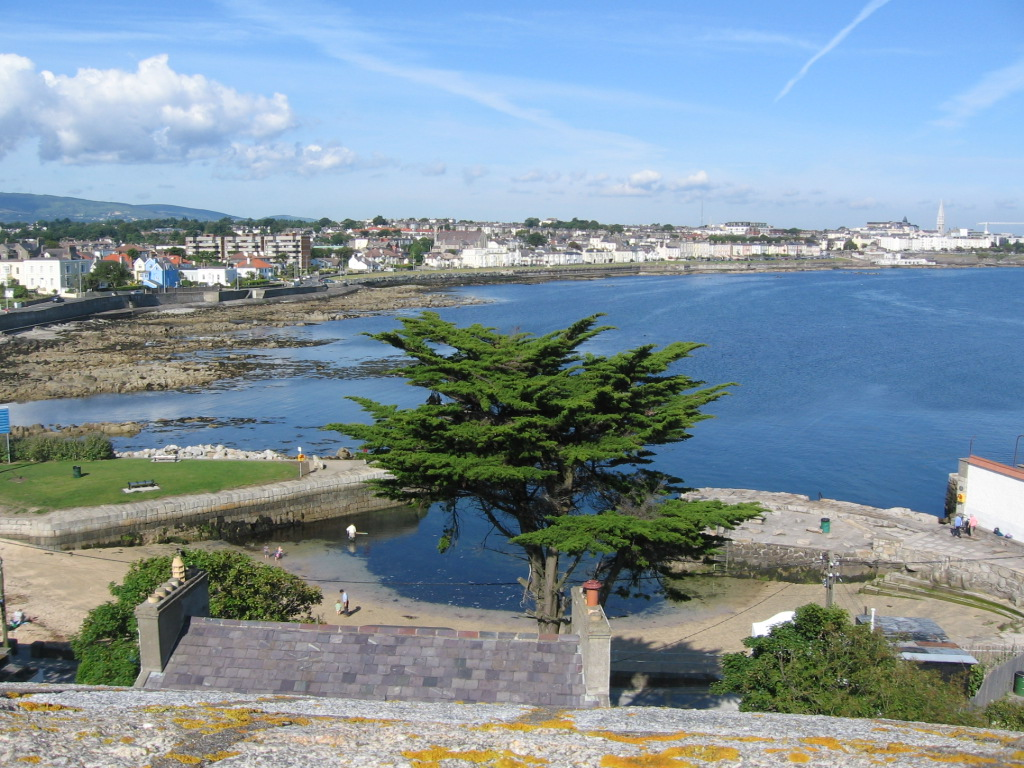
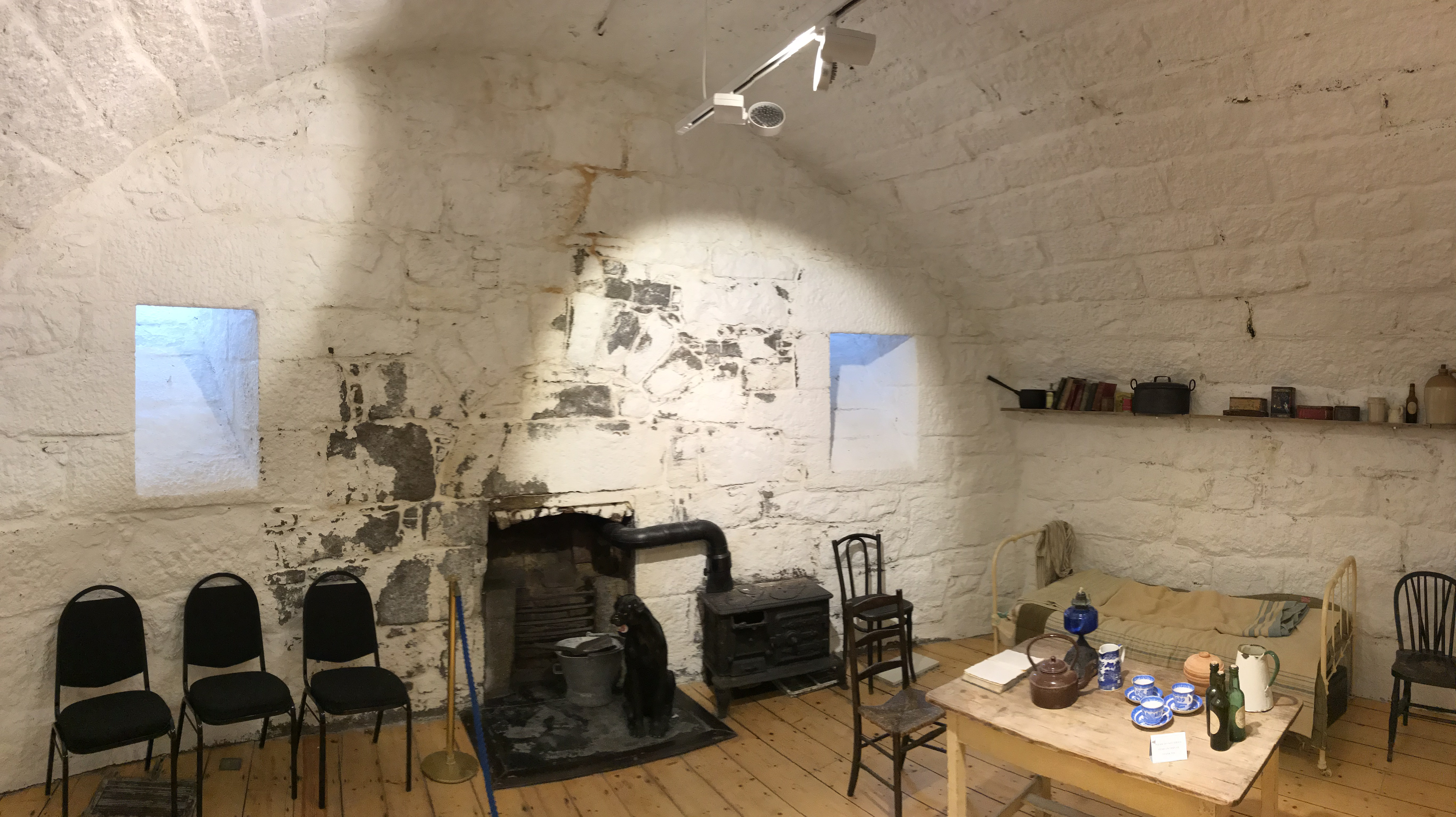
塔楼内的生活区